# Індантрон синій
Індантрон синій, також Індантрен синій RS (англ. Indanthrone blue) — синій барвник, використовується як пігмент в різних фарбах, зареєстрований як харчовий додаток E130.
В Україні барвника немає в переліку дозволених харчових добавок. Також барвник не дозволено застосовувати в харчовій промисловості в США і ЄС. 